# Jill St. John
Jill St. John (nome de batismo: Jill Arlyn Oppenheim) (Los Angeles, 19 de agosto de 1940) é uma atriz de cinema e televisão americana.

## Carreira
Seus maiores êxitos no cinema tiveram lugar durante os anos 60 e começo dos anos 70, incluindo um filme da série James Bond, 007 - Os Diamantes São Eternos, de 1971, onde foi a bond girl Tiffany Case.
Outros filmes em que participou foram Tender Is the Night (1962), Come Blow Your Horn (1963, pelo qual foi indicada ao Globo de Ouro de melhor atriz coadjuvante) e Tony Rome (1967, com Frank Sinatra) e The Calling (2002).

## Vida pessoal
Na vida privada, é conhecida por ter um coeficiente intelectual de 162  e por ter sido admitida na Universidade da Califórnia UCLA aos quatorze anos.
St. John foi casada quatro vezes: a primeira vez aos 15 anos,  com Neil Durbin, de 23 de maio de 1957 a 3 de junho de 1958 (divórcio); com Lance Reventlow, 24 de março de 1960 a 30 de outubro de 1963 (divórcio); com Jack Jones, de 14 de outubro de 1967 a 1969 (divórcio); e com o ator Robert Wagner, de 26 de maio de 1990 até a atualidade.
Também manteve relações amorosas com personagens tão distintas como Henry Kissinger, Frank Sinatra e Sean Connery (este último, sua co-estrela em 007 - Os Diamantes São Eternos).